# دیوید ملویل
دیوید ملویل (انگلیسی: David Leslie, 3rd Earl of Leven; ۵ مهٔ ۱۶۶۰ – ۶ ژوئن ۱۷۲۸) نظامی و سیاستمدار اهل پادشاهی بریتانیای کبیر بود.